# 1 Batalion Saperów (PSZ)
Oddziały Saperów 1 Dywizji Pancernej – pododdziały saperów Polskich Sił Zbrojnych.

## Historia batalionu
W 1942 roku dla 1 Dywizji Pancernej zostały sformowane Oddziały Dywizyjne Saperów. W skład batalionu wchodziły cztery pododdziały: 10 i 11 kompania saperów, 1 kompania parkowa i dywizyjny pluton mostowy. Początkowo dowódcą oddziałów był podpułkownik Władysław Weryho, a od sierpnia 1943 roku major Jan Dorantt.
Oddziały składały się z żołnierzy, którzy brali udział w wojnie w Polsce lub z żołnierzy wcielonych do wojska we Francji, z emigracji, z ochotników z Polski i innych krajów (nawet z Argentyny). Przystąpiono do intensywnego szkolenia, które zostało podzielone na dwa okresy. W pierwszym, ze względu na niepełne stany, kontynuowano rozpoczęte wcześniej szkolenie specjalistów, na kursach organizowanych przez Dywizję, przez Centrum Wyszkolenia Saperów i przez Anglików, a równolegle wewnątrz oddziałów szkolono drużynowych i resztę saperów. W drugim okresie, po uzupełnieniu stanów i wyposażeniu w środki transportowe i sprzęt, przystąpiono do szkolenia całością oddziałów, bardzo często z wyjazdami w teren. Główny nacisk położono na wykrywanie i przekraczanie pól minowych, przekraczanie przeszkód wodnych, budowę mostów. Obie kompanie opanowały w wysokim stopniu budowę mostów typu Baileya, co miało zasadnicze znaczenie w walkach dywizji na kontynencie. Dotychczasowe szkolenie wewnątrz dywizji zostało sprawdzone na poligonie ćwiczebnym w rejonie Newrnarket, dokąd dywizja przybyła w lipcu 1943. Saperzy wykazali tam wysoki stopień wyszkolenia w przekraczaniu pól minowych, organizowaniu przepraw i budowie mostów.
Na jesieni 1943 roku została ustalona ostateczna organizacja dywizji. W skład saperów dywizyjnych weszły:
- 10 kompania saperów,
- 11 kompania saperów,
- 11 kompania parkowa saperów,
- dywizyjny pluton mostowy,
- czołówka naprawcza.

Wszystkie pododdziały wylądowały w Normandii w pierwszych dniach sierpnia 1944 roku i przebyły następnie cały szlak bojowy od Caen poprzez Falaise, most „Warszawa” na Sekwanie, Ieper, Gandawę, Bredę do Wilhelmshaven.
W latach 1992–2001 dziedzictwo tradycji Oddziałów Saperów 1 Dywizji Pancernej kontynuował 11 Batalionu Saperów w Świętoszowie (do 1993 roku w Żarach).

## Działania bojowe saperów 1 Dywizji Pancernej
Bitwa w Normandii
Saperzy dywizyjni po wylądowaniu w Normandii 31 lipca 1944 roku zgrupowani zostali w rejonie Bazenville na płn.-zach. od Creully w trakcie wyładunku utonęła jedna z 3 t ciężarówek. 4 sierpnia 1944 r. podczas szkolenia się saperów w rozbrajaniu min przeciwczołgowych zginęło dwóch podoficerów z 11 kompanii saperów. 5 sierpnia saperzy 10 kompanii prowadzili szkolenie i pokaz dla plutonów pionierów batalionów strzelców 3 Brygady Strzelców z zakresu rozbrajania min i pułapek niemieckich używanych na froncie we Francji. 6 sierpnia 1944 r. saperzy 10 kompanii prowadzili szkolenie i pokaz dla wyznaczonych instruktorów podoficerów i oficerów z 10 Brygady Kawalerii Pancernej z zakresu rozbrajania min i pułapek niemieckich używanych na froncie we Francji. W dniach od 4 do 6 sierpnia wyznaczeni oficerowie i podoficerowie ze wszystkich jednostek saperskich odbyli szkolenie w brytyjskiej szkole minowej oraz dowódcy kompanii wyjechali na linię frontu zapoznać się z polami minowymi i przeszkodami terenowymi. 7 sierpnia wraz z całą dywizją saperzy wykonali marsz w kierunku frontu. 8 sierpnia 10 kompania saperów (bez plutonu) została przydzielona do 10 BKPanc. i zabezpieczała prowadzone przez jej pułki natarcie, w trakcie którego miała nacierać razem z 10 pułkiem dragonów. Pozostałe pododdziały saperów miały zadanie utrzymywać w przejezdności drogi dojazdowe oraz je oznakować, przy czym 11 kompania (bez plutonu) miała współdziałać z 3 BS. W trakcie natarcia 8 i 9 sierpnia nie stwierdzono pół minowych w pasie natarcia dywizji, jednak saperzy musieli włożyć wiele wysiłku w utrzymanie ostrzeliwanych dróg i usuwanie uszkodzonego sprzętu. 10 sierpnia 1944 roku 10 kompania saperów współdziałała z 3 BS, natomiast 11 kompania saperów odpowiadała za utrzymanie dróg. Dodatkowo 11 sierpnia wybudowała punkt zaopatrzenia w wodę na płd. od Cauvicourt, przekazała go do dalszej eksploatacji 11 kompanii parkowej saperów. 12 sierpnia 10 kompania przechodzi ponownie pod rozkazy 10 BKPanc.. Tego dnia penetrujący teren bitwy saperzy 10 kompanii saperów wykryli pole minowe w rejonie drogi Saint Silvain oraz inne drogi w rejonie działania brygady usuwając 324 miny talerzowe. W dniu 14 sierpnia z uwagi na zbombardowanie przygotowującej się do natarcia dywizji przez brytyjskie lotnictwo bombowe, saperzy dywizyjni przystąpili do naprawy dróg i usuwaniu z nich 69 zniszczonych i spalonych pojazdów. 10 kompania saperów nocą 15/16 sierpnia i rano 16 zbudowała przeprawy przez rzekę Dives w rejonie Jort i Vandeuvre. Następnie w dniu 16 sierpnia pluton mostowy wybudował most Bayle'a. Dodatkowo saperzy 10 kompanii dokonali rozminowania okolic brodów. Z uwagi na ostrzał przez artylerię nieprzyjaciela wybudowanego mostu w Jort i jego częste uszkodzenia, saperzy wybudowali drugi most Baile'a przez rzekę Dives w miejscowości Vendeuvre. Od 19 sierpnia do końca bitwy pod Falaise 10 i 11 kompanie saperów osłaniały miejsce postoju sztabów 10 BKPanc i 3 BS na wzgórzu 259 oraz osłaniając wysunięte składy zaopatrzenia i patrolując teren. 11 parkowa kompania saperów osłaniała tyłowe bazy kwatermistrzowskie w rejonie Estrees-la-Campagne. 22 sierpnia 11 kompania saperów rozpoczęła udrażniać i naprawiać drogę Chambois -Trun i Saint-Lambert - Sur-Dives z ciał poległych ludzi i zwierząt, a także rozbitego niemieckiego sprzętu bojowego. Dodatkowo neutralizowali tzw. gniazda wybuchowe przy drogach i pułapki minowe. Ogólny wysiłek saperów w okresie od 12 do 28 sierpnia to; oczyścili z min 411 km dróg, wyremontowali 9 km, zbudowali 3 km dróg. Ponadto wybudowali dwa mosty Baileya klasy "40" o długości 100 m, most improwizowany klasy "9" oraz przeprawy czołgowej w bród. Wykryto, rozbrojono i usunięto 828 różnych min, a także usunięto 240 kg materiałów wybuchowych z mostu przygotowanego do wysadzenia. Uruchomiono 5 punktów wodnych.    
Pościg przez Francję i Belgię
28 sierpnia 1944 roku 11 kompania saperów oraz pluton mostowy podjęli marsz przed dywizją celem podjęcia budowy przepraw tuż za przesuwającym się frontem. Saperzy zostali podporządkowani pod dowództwo saperów II Korpusu Kanadyjskiego na ich korzyść przystąpili do budowy 2 mostów pierwszy na rzece Seine, drugi większy Baileya na pontonach nazwany "Warszawski" na Sekwanie. 11 kompania saperów w dniu 2 września przystąpiła do rozpoznania i przygotowania budowy przeprawy przez rzekę Somma. W nocy 2/3 września przeprawiła na łodziach szturmowych czołowe kompanie 8 bs przez rzekę, a następnie wybudowała kładkę przez nią, a w godzinach przedpołudniowych rozpoczęła budowę mostu Bayle'a przez Sommę o nazwie "Lwowski". 4 września wobec wysadzenia wszystkich mostów przez wroga na rzece Ternoise, saperzy w miejscowości Hesdin na wschód od Abbeville przy pomocy buldożerów zepchnęli do rzeki piętrowy budynek wykonując tym samym przeprawę dla 24 pułku ułanów. Z uwagi na brak przęseł na mosty Bayle'a w składach, saperzy przez liczne strumienie i rzeki oraz kanały budowali przeprawy przy pomocy mostów nożycowych oraz innych podręcznych materiałów. Nocą 5/6 września przez kanał Neuf Fosse saperzy zorganizowali przeprawę kompanii bsp przy pomocy gumowych łodzi pontonowych i lin tzw. "karuzelę', a następnie w godzinach nocnych i rano zbudowali most Bayle'a do przeprawy czołgów.
Walki na pograniczu belgijsko-holenderskim
10 kompania saperów od 16 września współdziałała z 3 BS w trakcie natarcia w kierunku Axel, budując przeprawy dla piechoty na rzeczce Halt. Nocą 18/19 września saperzy 10 kompanii rozpoczęli budowę mostu przez kanał Axel-Hulst, który został ukończony przed świtem 19 września. Saperzy oczyszczali z gruzów ulice Axel, naprawiali drogi, groble, wały przeciwpowodziowe oraz organizowali przejazdy przez liczne przeszkody wodne. 10 kompania saperów w dniu 27 października 1944 r. w ugrupowaniu 10 BKPanc., a pluton 11 kompanii saperów z 3 BS prowadziły działania zaczepne. Saperzy w tym dniu wykryli, rozbroili i usunęli 1196 min. 28 i 29 października kompanie w dalszym ciągu współdziałały z nacierającymi brygadami: 10 kompania z 10 BKPanc., 11 kompania z 3 BS. Bezpośrednio po zdobyciu Bredy saperzy zbudowali w mieście dwa mosty Bayle'a klasy 40 na Boven Mark i rzece Weerijs. 11 kompania saperów i pluton mostowy od 30 października do 2 listopada 1944 roku obsługiwała przeprawę i komunikację w trakcie walk na rzece Mark utracono 3 człony pontonowe i ponad 10 łodzi saperskich od ognia artylerii i moździerzy wroga. W dniu 3 listopada obie kompanie saperów, każda dwoma plutonami obsługiwała uchwycenie przyczółków na kanale Mark przy pomocy łodzi szturmowych  członów przeprawowych. Po uchwyceniu przyczółków przez bspodh. i 9 bs saperzy budowali przeprawy mostowe  klasy "9", klasy "40" oraz wieczorem most pontonowy C 19 klasy "9". Nocą 3/4 listopada wybudowano kolejny most na odcinku 9 bs klasy "40".
Obrona i dozorowanie odcinka frontu nad Mozą  
Saperzy dywizyjni rozbrajali z min teren, naprawiali drogi i mosty. Szkolili się oraz przyjmowali uzupełnienia w stanie osobowym i sprzęcie. Pomiędzy 27, a 30 grudnia saperzy przygotowali przeprawę przez kanał Oude Maasje przy wyspie Kapelsche Veer dla natarcia 9 bs. W trakcie trwania niemieckiej ofensywy w Ardenach przygotowywali mosty do wysadzenia i zakładali pola minowe na południowym brzegu Mozy. 13-14 stycznia saperzy 10 kompanii wspierali budową przeprawy łodziami i kładką kapokową przeprawę 47 RM Comando podczas walk o Kapelsche Veer.
Walki we wschodniej Holandii i w Niemczech
W dniach 7-9 kwietnia 1945 roku maszerujące z okolic Bredy w kierunku frontu wszystkie pododdziały saperów podążały w kolumnie 3 BS. Od 9 kwietnia 11 kompania saperów, pluton mostowy wspierały 3 BS, 10 kompania saperów 10 BKPanc., 11 kompania parkowa rozwijała składy i przejęła ubezpieczenie przepraw przez rzekę Ems i inne przeszkody wodne na zapleczu rozwijającej się do natarcia 1. DPanc. 10 kompania 12-13 kwietnia zbudowała most klasy 40 na rzece Ems w rejonie Haren. 10 kompania i jeden pluton 11 kompanii wspierały forsowanie Küsten Kanal w dniu 19 kwietnia organizując dla 9 bs przeprawę na łodziach szturmowych oraz budując most Bayle'a dla czołgów 10 BKPanc. tego samego dnia. 24/25 kwietnia 10 kompania saperów pod ciężkim ogniem artyleryjskim zbudowała most przez kanał Hault-Fehn. 25 kwietnia 10 kompania saperów zasypała wysadzone 6 kraterów o szerokości 12–18 m na drodze Potshausen-Stickhausen. Od 27 kwietnia obie kompanie współdziałały ze zgrupowaniem 3 BS. W dniach 28-29 kwietnia każda z kompanii saperów zbudowała most na rzece Leda na zapleczu batalionu strzelców podhalańskich. Od 30 kwietnia 10 kompania zabezpieczała działania 10 BKPanc. podczas jej natarcia, a 11 kompania saperów 3 BS w  jej działaniach zaczepnych. Saperzy 11 kompanii zbudowali mosty na rzece Jumme o długości 300 metrów oraz zasypali 450 lejów po bombach. W dniu 2 maja 1945 roku oraz w nocy 10 kompania  zbudowała most w Selverde na Nord Georgsfehner Kanal, a 11 kompania zbudowała most na tym samym kanale w Bokel. Obie kompanie oprócz budowy mostów usuwały niezliczoną ilość przeszkód terenowych oraz dokonywały licznych napraw dróg, z uwagi na rozległe zniszczenia oraz podmokły i bagienny teren w rejonie działania. W następnych dniach prowadzono usuwanie przeszkód terenowych, barykad, zaminowania oraz naprawa dróg i przepraw wodnych, szczególnie celem udrożnienia dróg. Pomimo kapitulacji wojsk niemieckich 5 maja o godz. 8.00 prace saperskie trwały nadal.

## Saperzy po wojnie
5 maja saperzy dywizyjni zajęli miejscowość Abickhafe i rozpoczęli rozbrajanie wojsk niemieckich i okupację terenu. Zadaniem jego było oczyszczanie terenu z niedobitków, rozbrajanie osób i terenu z broni i amunicji, wyłapywanie przebranych żołnierzy i funkcjonariuszy hitlerowskich, egzekwowanie zarządzeń i warunków kapitulacji w tym ustalonej godziny policyjnej. W tym rejonie saperzy pozostali do 20 maja, następnie w innym miejscu prowadził okupację północno-zachodnich Niemiec. W trakcie walk we Francji, Belgii, Holandii i na terenie Niemiec z szeregów oddziałów saperów dywizyjnych poległo 35 żołnierzy, 103 zostało rannych. Zbudowano 74 mosty Baileya, 28 mostów improwizowanych, 12 kładek, wykonano napraw mostów 31, oczyszczono 508 mil dróg, zbudowano 8,5 mil dróg, założono 1752 miny, wykryto, rozbrojono, usunięto 5279 min. Sforsowano 34 rzeki, 112 lei zasypano, 12 lei wykonano, rozebrano 45 zapór drogowych, rozebrano 18 zapór ppanc., rozebrano 11 pułapek. Rozbrojono urządzeń zaminowanych 26. Otrzymano odznaczeń polskich: 21 Krzyży VM Vkl, 172 KW, 174 KZ z M, zagranicznych: 1 DSO, 1 MC, 1 DCM, 1 MM, 4 Croix de Guerre i inne.

## Organizacja batalionu
- Dowództwo Oddziałów Saperów
- pluton łączności,
- własne rozpoznanie oficerskie
- 10 kompania saperów
- 11 kompania saperów
- 11 kompania parkowa saperów
- dywizyjny pluton mostowy
- czołówka naprawcza (od 1943)

## Obsada Oddziałów Saperów Dywizyjnych
Dowódcy Oddziałów Saperów:
- ppłk dypl. Władysław Weryho (1942 – 1943)
- mjr sap. Jan Dorantt (VIII 1943 – 1947)
- I oficer sztabu - kpt. dypl. Alojzy Piątkowski[27]
- oficer rozpoznawczy - por. sap. Zdzisław Karwiński[27]
- oficer sztabu - ppor. sap. Edmund Biszowski
- dowódca plutonu łączności - por. Mieczysław Fleszar
- dowódca 10 Kompanii Saperów - mjr Wiktor Neklaws (X 1943 - 1945)[28]
  - zastępca dowódcy kompanii - kpt. Stefan Bergander[29]
  - dowódcy plutonów saperów - por. Mieczysław Borchólski, por. Włodzimierz Jasieński, ppor. Marian Lewandowski[30]
    - zastępcy dowódców plutonów saperów - ppor. Józef Jarosz, ppor. Stanisław Korzeniowski, ppor. Aleksander Paprocki[30]
- dowódca 11 Kompanii Saperów - kpt./mjr Władysław Pogorzelski (1942 – 1947)[28]
  - zastępca dowódcy kompanii - kpt. Aleksander Koślacz[30]
  - dowódcy plutonów saperów - por. Edmund Kononowicz, por. Edmund Andrzejewski, por. Edward Wiszniewski[30]
  - dowódca plutonu dowodzenia - por. Edward Zalejski[30]
    - zastępcy dowódców plutonów saperów - ppor. Tadeusz Bletek, ppor. Stanisław Kozierowski, ppor. inż. Tadeusz Andrzejewski[30]
- dowódca 11 Kompanii Parkowej Saperów - kpt./mjr Adam Gorczyca[28]
- zastępca dowódcy kompanii - kpt. sap. rez. Józef Grzegorz Bazgier[31]
- dowódca dywizyjnego plutonu mostowego - por. Tadeusz Sala[30]
- zastępca dowódcy plutonu - sierż. Jan Potoczny[28]

Dowódcy czołówki naprawczej:
- por. Tytus Sasim (od 16 XII 1941[32])
- ppor. inż. Jakusz (VI 1942)
- por. inż. W. Kozieł-Poklewski[30]

## Oznaki saperów
Wszyscy żołnierze Oddziałów Dywizyjnych Saperów nosili:
- na obu rękawach kurtek Battle Dress i płaszczy odznakę przynależności państwowej w formie naszywki „POLAND”, a pod nią (na lewym rękawie) oznakę rozpoznawczą 1 Dywizji Pancernej,
- na kołnierzach kurtek i płaszczy czerwono-czarne proporczyki,
- czarne naramienniki na lewym ramieniu.